# Понкарале
Понкарале (італ. Poncarale) — муніципалітет в Італії, у регіоні Ломбардія, провінція Брешія.
Понкарале розташоване на відстані близько 440 км на північний захід від Рима, 80 км на схід від Мілана, 7 км на південний захід від Брешії.
Населення — 5287 осіб (2014).
Щорічний фестиваль відбувається 19 червня. Покровителі — святі Гервасій та Протасій.

## Демографія
Населення за роками:

Станом на 1 січня 2023 року в муніципалітеті офіційно проживав 391 іноземець з 39 країн, серед них 78 громадян країн Євросоюзу та 24 громадяни України.

## Сусідні муніципалітети
- Баньйоло-Мелла
- Боргозатолло
- Капріано-дель-Колле
- Флеро
- Монтіроне
- Сан-Цено-Навільйо